# Gräsgöljen
Gräsgöljen är en sjö i Habo kommun i Västergötland och ingår i Motala ströms huvudavrinningsområde.